# داویده آپولونیو
داویده آپولونیو (ایتالیایی: Davide Appollonio؛ زادهٔ ۲ ژوئن ۱۹۸۹) دوچرخه‌سوار اهل ایتالیا است.

## باشگاهی
از باشگاه‌هایی که در آن رکاب زده‌است می‌توان به تیم اسکای، آژ۲آر لا موندیال، و اندرونی جوکاتولی–سیدرمک اشاره کرد.